# NGC 1331
NGC 1331 este o galaxie eliptică situată în constelația Eridanul. A fost descoperită în 19 decembrie 1799 de către William Herschel. Se află la o distanță de 19,95 megaparseci de Pământ.